# باري تيت
باري تيت (بالإنجليزية: Barry Tait)‏ هو لاعب كرة قدم بريطاني في مركز جناح ‏، ولد في 17 يونيو 1938 في يورك في المملكة المتحدة، وتوفي في 23 أكتوبر 2020. لعب مع برادفورد سيتي ونادي دونكاستر روفرز ونادي سكاربورو ونادي كرو ألكساندرا ونادي هاليفاكس تاون ونادي يورك سيتي ونوتس كاونتي.